# قطعنامه ۱۷۳۱ شورای امنیت
قطعنامه  ۱۷۳۱ شورای امنیت سازمان ملل متحد که در تاریخ ۲۰ دسامبر ۲۰۰۶ تصویب شد، سندی بین‌المللی دربارهٔ بررسی وضعیت در لیبریا است. این قطعنامه طی نشست ۵۶۰۲ام با ۱۵ رای موافق، ۰ مخالف و ۰ ممتنع تصویب شد.